# Gymnasium Wesermünde
Das Gymnasium Wesermünde ist ein niedersächsisches Gymnasium, hat seinen Standort jedoch in der Stadt Bremerhaven im Land Bremen. Diese besondere Situation ergibt sich daraus, dass die ehemalige Stadt Wesermünde und die Stadt Bremerhaven eine wechselvolle administrative Zugehörigkeit hatten. Um Schwierigkeiten beim Schulbesuch der Kinder des Landkreises Wesermünde in der Stadt Bremerhaven zu vermeiden, entschloss sich der Kreistag, in der bremischen Stadt Bremerhaven ein niedersächsisches Gymnasium zu bauen.

## Geschichte
Der Kreistag entschloss sich 1967, für die Kinder zwischen Dorum und Hagen im Gebiet des Landkreises Wesermünde ein eigenes Gymnasium zu errichten. Dafür kam nach Lage der Verkehrsverbindungen als Standort nur die Stadt Bremerhaven in Frage. Und da sehr viele Kinder mit der Bahn zur Schule kommen würden, war die Gegend um den Hauptbahnhof besonders geeignet. Zunächst wurde der Unterrichtsbetrieb 1969 in der Jungfischerschule am Seedeich aufgenommen. Die Schülerzahl stieg explosionsartig, und die Schule zog 1971 in den gerade fertig gewordenen Neubau der Mittelpunktsonderschule in Schiffdorf ein. 1972 konnte dann der Neubau für das „Kreisgy“ in der Humboldtstraße bezogen werden.
Nach Einrichtung der Orientierungsstufen im Landkreis sowie nach teilweiser Auslagerung der Sekundarstufe I durch Neugründungen von zunächst Abteilungen des Gymnasiums Wesermünde und später eigenständigen Gymnasien in den Orten Loxstedt und Langen ging ab 1974 die Schülerzahl zurück und stieg erst 1978 wieder an. 1984 wurde an den Berufsbildenden Schulen in Schiffdorf ein Fachgymnasium errichtet. Als 2004 die Orientierungsstufen in Niedersachsen wieder abgeschafft wurden, stieg die Schülerzahl noch einmal sprunghaft an, obwohl sie sich die Schüler in der Sekundarstufe I auch mit der Waldschule in Hagen und Beverstedt (und im Bereich Beverstedt mit der Gesamtschule Hambergen) teilte.
Nach der Zusammenlegung der Kreise Wesermünde und Land Hadeln mit der Stadt Cuxhaven zum Landkreis Cuxhaven ging 1977 die Schulträgerschaft an diesen über.

Ein Kooperationsvertrag mit der Stadt Bremerhaven erlaubt den Schülern des Sekundar-II-Bereiches die freie Auswahl der Schule. Seit Sommer 2009 gibt es auch an der Waldschule Hagen/Beverstedt eine Gymnasiale Oberstufe.

## Schulprofil
In der Sekundarstufe I gibt es zwei besondere Profile:
- die „Forscherklasse“ mit verstärktem Unterricht in Mathematik und Naturwissenschaften (naturwissenschaftliches Praktikum, fächerübergreifendem Lernen, Methodenlernen im Bereich des Experimentierens sowie dem Unterrichtsfach Informatik)
- den „bilingualen Unterricht“ mit besonderer Förderung der Sprachkenntnisse in Englisch und englischem Unterricht auch in Sport, Erdkunde und Biologie
- außerdem die Universalklasse ohne besondere Schwerpunkte.

## Schulleiter
- Harro Zimmermann (* 1921), Sohn von Walter Zimmermann (Pädagoge), ab 1969
- Hans-Jörg Kurdum
- Annemarie Grassow-Arnemann
- Christa Staashelm
- Birgit Becker
- Karin Elle (02/2024 - )

## Schulverein
Seit 1993 gibt es den Schulverein Gymnasium Wesermünde e. V., der vorher schon als Förderkreis bestanden hatte. Nachdem der Landkreis die Schulbibliothek schließen wollte, um die Personalkosten zu sparen, hat es sich der Verein zur Aufgabe gemacht, den Bestand an 15.000 Fach-, Kinder- und Jugendbüchern weiter zur Verfügung der Schüler zu halten. Außerdem werden Feste und das gesellschaftliche Leben der Schule gefördert.